# Lisa Ostermann
Lisa Ostermann (7 oktober 1991) is een Nederlandse cabaretière, actrice en zangeres.

## Carrière
Ostermann studeerde in 2013 af aan het Conservatorium in Haarlem. Zij vervolgde haar opleiding aan de Amsterdamse Toneelschool & Kleinkunstacademie waar zij in 2017 afstudeerde.
Naast het optreden als cabaretière speelt zij ook in het Nederlandse kinderprogramma Het Klokhuis en geeft zij privé-zangles.
Op 16 februari 2020 won Ostermann de 42e editie van het Leids Cabaret Festival. Ostermann won tijdens het festival alle prijzen: zowel de studentenprijs, de publieksprijs als de juryprijs.
Met z’n allen is haar eerste avondvullende voorstelling, waarmee ze bijna honderd voorstellingen gaf. Daarnaast is ze sinds 2023 te zien in De Avondshow met Arjen Lubach.
In 2023 was ze genomineerd voor de Annie M.G. Schmidt-prijs met haar nummer Geef me iets. In 2024 werd de Poelifinario in de categorie Engagement aan haar toegekend voor haar programma  Makkelijk in de omgang.